# Blechnum puberulum
Blechnum puberulum là một loài thực vật có mạch trong họ Blechnaceae. Loài này được (Sodiro) A. Rojas mô tả khoa học đầu tiên năm 2008.